# Sydney Pollack
Sydney Irwin Pollack (Lafayette, 1 juli 1934 – Pacific Palisades, 26 mei 2008) was een Amerikaanse regisseur, producent en acteur.

## Loopbaan
Pollack was afkomstig uit een gezin van Russisch-Joodse immigranten. Tijdens zijn schooltijd kreeg hij belangstelling voor toneel. Na het behalen van zijn diploma ging hij naar New York, waar hij door Sanford Meisner als acteur werd opgeleid en wiens assistent hij later werd.
Pollack begon in de jaren 50 op Broadway te spelen. Vervolgens legde hij zich toe op regisseerwerk voor de televisie, naderhand voor de film. In de jaren 60 regisseerde hij afleveringen van televisieseries zoals The Fugitive en Alfred Hitchcock Presents. Zijn eerste film was The Slender Thread uit 1965.
Pollack maakte vooral thrillers met een politiek of gerechtelijk thema. In 1985 werd hij onderscheiden met een Oscar voor de regie van de film Out of Africa uit datzelfde jaar.
Als acteur verscheen Pollack in films als A Civil Action en Eyes Wide Shut, en ook in zijn eigen films, bijvoorbeeld The Interpreter. Verder had hij gastrollen in de televisieseries Will & Grace en The Sopranos.
In 2000 stichtte hij samen met regisseur Anthony Minghella de productiemaatschappij Mirage Enterprises waar de laatste jaren vooral veel films door de prijswinnende filmmakers werden gemaakt.
Pollack overleed op 73-jarige leeftijd aan de gevolgen van maagkanker.

## Filmografie

### Als regisseur en producent
- 1965: The Slender Thread (regie)
- 1966: This Property Is Condemned (regie)
- 1968: Castle Keep (regie)
- 1969: They Shoot Horses, Don't They? (regie)
- 1972: Jeremiah Johnson (regie)
- 1973: The Way We Were (regie)
- 1975: Three Days of the Condor (regie)
- 1975: The Yakuza (regie/productie)
- 1977: Bobby Deerfield (regie/productie)
- 1979: The Electric Horseman (regie)
- 1981: Absence of Malice (regie)
- 1982: Tootsie (regie/productie)
- 1985: Out of Africa (regie/productie)
- 1988: Bright Lights, Big City (productie)
- 1989: The Fabulous Baker Boys (productie)
- 1990: Havana (regie)
- 1990: Presumed Innocent (productie)
- 1993: The Firm (regie/productie)
- 1993: Searching for Bobby Fischer (productie)
- 1995: Sabrina (regie/productie)
- 1995: Sense and Sensibility (productie)
- 1998: Sliding Doors (productie)
- 1999: Random Hearts (regie)
- 1999: The Talented Mr. Ripley (productie)
- 2001: Iris (productie)
- 2002: The Quiet American (productie)
- 2003: Cold Mountain (productie)
- 2005: Sketches of Frank Gehry (regie/productie)
- 2005: The Interpreter (regie)
- 2006: Breaking and Entering (productie)
- 2007: Michael Clayton (productie)
- 2008: Recount (productie)
- 2008: Leatherheads (productie)
- 2008: The Reader (productie)
- 2011: Margaret (productie)

### Als acteur
- 1956: The Kaiser Aluminium Hour
- 1959: Playhouse 90
- 1959: The United States Steel Hour
- 1959: Armstrong Circle Theatre
- 1959: Startime
- 1960: Alfred Hitchcock Presents
- 1960: Twilight Zone
- 1961: Have Gun - Will Travel
- 1961: The Deputy
- 1961: The Asphalt Jungle
- 1961: The New Breed
- 1962: Ben Casey
- 1962: War Hunt
- 1975: Three Days of the Condor
- 1979: The Electric Horseman
- 1982: Tootsie
- 1992: The Player
- 1992: Death Becomes Her
- 1992: Husbands and Wives
- 1994: Frasier
- 1998: Mad About You
- 1998: A Civil Action
- 1999: Eyes Wide Shut
- 1999: Random Hearts
- 2000: Just Shoot Me!
- 2000: King of the Hill
- 2000: Will & Grace
- 2001: The Majestic
- 2002: Changing Lanes
- 2005: The Interpreter
- 2005: One Six Right: The Romance of Flying
- 2006: Fauteuils d'orchestre
- 2006: American Masters
- 2007: The Sopranos
- 2007: Michael Clayton
- 2008: Made of Honor